# Alberto La Marmora
Pour les articles homonymes, voir Alberto Ferrero, Ferrero (homonymie) et La Marmora.
Le général comte Alberto Ferrero La Marmora (ou Alberto della Marmora), né à Turin le 7 avril 1789 et mort dans la même ville le 18 mai 1863, est un naturaliste et un militaire italien. Pour ses travaux scientifiques, il s’est en particulier intéressé à la Sardaigne.
La Punta La Marmora, point culminant de l’île, est nommée ainsi en son honneur.

## Biographie
Alberto La Marmora naît dans une famille piémontaise noble. Il est le frère d’Alfonso et Alessandro La Marmora.
Durant les guerres napoléoniennes, il sert dans l’armée française et à ce titre est décoré par Napoléon Ier.
À partir de ses observations sur l’île de Sardaigne, il publie le livre Voyage en Sardaigne de 1819 à 1825 ou description statistique, physique et politique de cette île en 1826 et L’Itinéraire de l’île de Sardaigne en 1860.
L'écrivain français Humbert Ferrand, originaire de Belley, dans l'Ain en a publié un compte-rendu en français en 1840, en quatre volumes, l'un sur la statistique, l'autre sur la géologie et les deux autres sur les antiquités et les itinéraires suivis.
Il est nommé sénateur du royaume de Sardaigne, par décret royal du 3 avril 1848 par Charles-Albert de Sardaigne.